# Asura chrysomela
Asura chrysomela är en fjärilsart som beskrevs av George Francis Hampson. Asura chrysomela ingår i släktet Asura och familjen björnspinnare. Inga underarter finns listade i Catalogue of Life.